# Sjötunga
Tunga (Solea solea) är en plattfisk som ingår i släktet Solea, och familjen tungefiskar. Inga underarter finns listade. Som matfisk kallas arten vanligen sjötunga, men som art vanligen tunga eller äkta tunga. Arten beskrevs av Carl von Linné 1758 under det vetenskapliga namnet Pleuronectes solea.

## Utbredning
Tungan återfinns i östra Atlanten från sydligaste Norge till Senegal samt i större delen av Medelhavet. Fisken förekommer förutom i saltvatten även i bräckt vatten, till exempel i Östersjön, där den dock inte är särskilt vanlig. Arten är reproducerande i Sverige.

## Utseende
Tunga har små ögon som sitter tätt ihop på kroppens högra sida. Detta gör att den kan lurpassa på byten halvt nergrävd i sanden. Som alla andra plattfiskar föds sjötungan med ett öga på var sida kroppen och genomgår metamorfosen till plattfisk när den är cirka en centimeter lång. Ögonsidan är fläckigt brun, bakgrundsfärgen ljusare brun och fläckarna mörkare. Sjötungan kan bli som mest cirka 70 centimeter lång och väga upp till 3 kilogram. 

## Ekologi
Tungan föredrar relativt grunt vatten, ner till 150 meters djup, med sandig eller gyttjig botten och med en temperatur mellan 8 och 24 °C. Den kan leva i runt 25 år, men blir vanligen inte alls så gammal.